# 民族解放
民族解放（英語：National liberation）一直是马克思主义中的一个主题，尤其是在反帝国主义和民族自决的思想在共产主义运动中广泛传播后，这一主题在争取第三世界摆脱殖民统治的斗争中尤为突出。马克思主义者提倡民族解放，是出于国际社会主义的立场，而非资产阶级民族主义的立场。
1917年俄国革命后，革命者宣称一切民族都有自决权。虽然共产主义对民族主义持批判态度，但共产主义者认为，民族解放的事业并不是沙文主义的议题，而是激进民主主义的议题。